# Kiss: The Series - Rak tong chup
Kiss: The Series - Rak tong chup (Kiss The Series รักต้องจูบ) è una serie televisiva thailandese prodotta da GMMTV e trasmessa su GMM 25 dal 10 gennaio al 1º maggio 2016, adattamento delle graphic novel "Pink Kiss" e "Natural Kiss" di Hideko_Sunshine.
A partire dal 22 aprile 2018 va in onda su GMM 25 una serie prequel, intitolata Kiss Me Again - Chup hai dai tha nai nae ching, con il ritorno della maggior parte degli attori e l'aggiunta di nuovi, ispirata alle restanti novel di Hideko_Sunshine e focalizzata sulle storie delle sorelle di Sanrak e Sandee oltre che su Kao e Pete.

## Personaggi e interpreti

### Principali
- Tada, interpretato da Jirakit Thawornwong "Mek".
- Sanrak, interpretata da Worranit Thawornwong "Mook".
- Na, interpretato da Sattaphong Phiangphor "Tao".
- Sandee, interpretata da Lapassalan Jiravechsoontornkul "Mild".

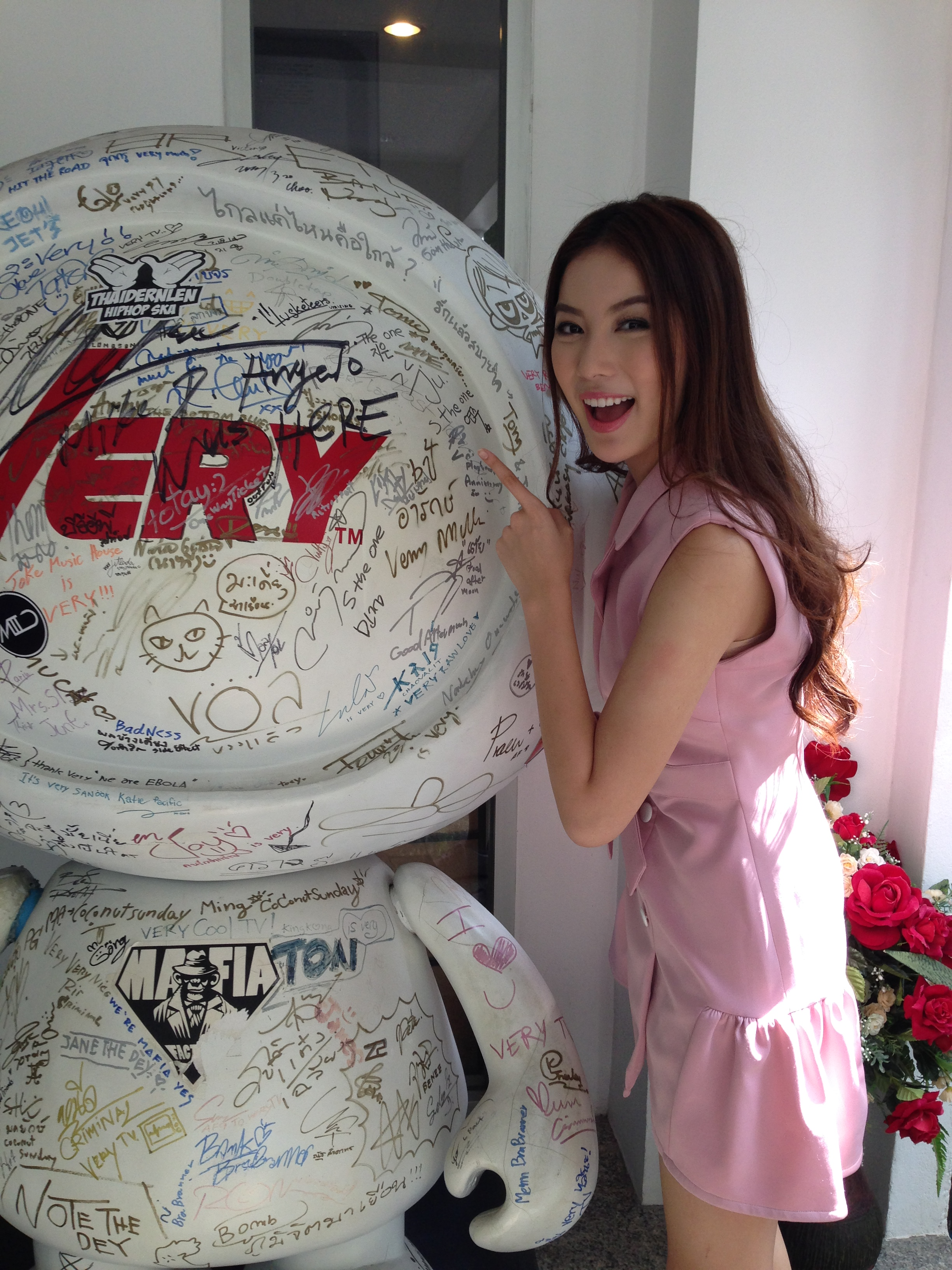
Worranit Thawornwong
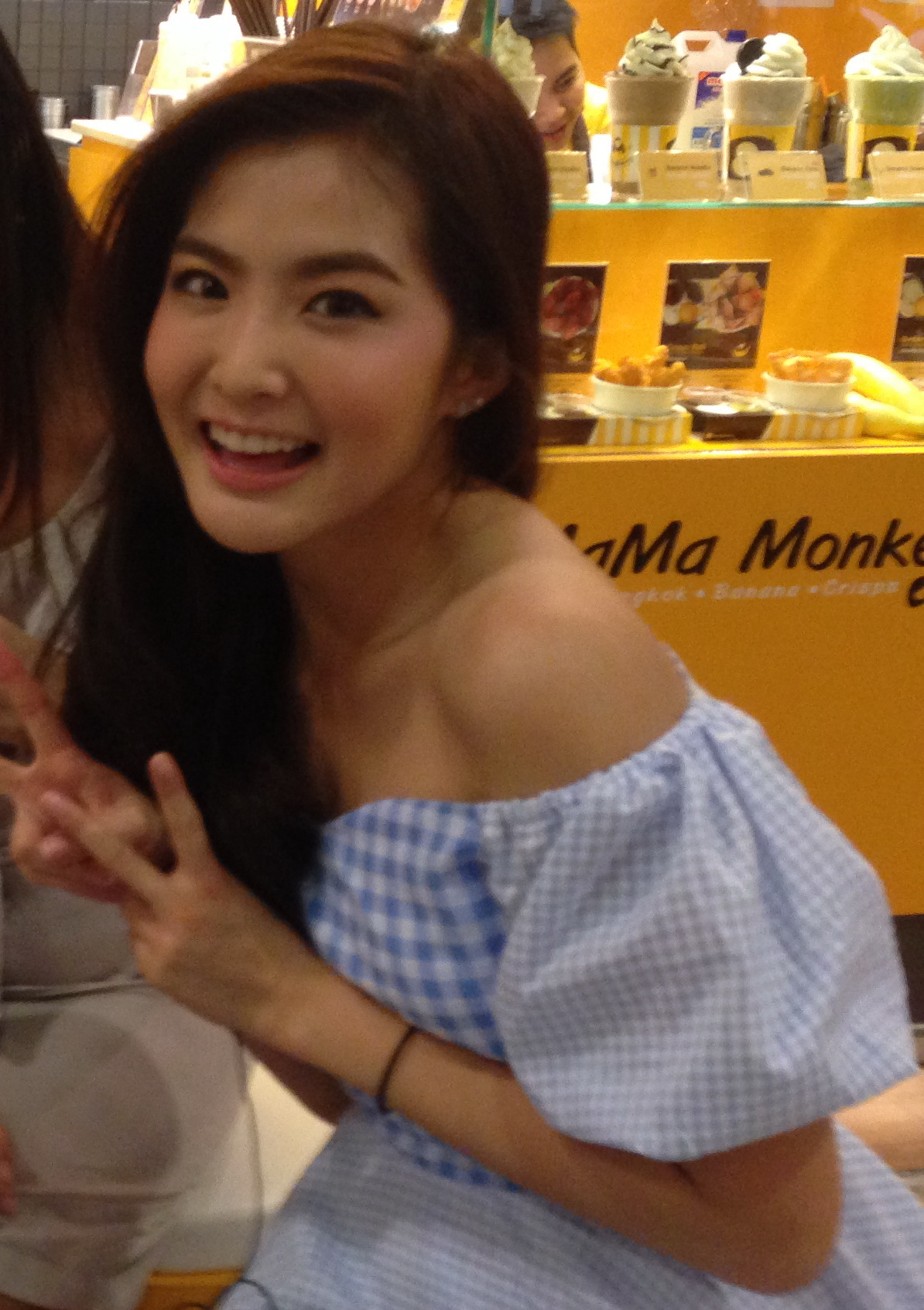
Lapassalan Jiravechsoontornkul

### Ricorrenti
- Noina, interpretato da Korawit Boonsri "Gun".
- Ella, interpretata da Phakjira Kanrattanasood "Nanan".
- June, interpretato da Nachat Juntapun "Nicky".
- Kao, interpretato da Thitipoom Techaapaikhun "New".
- Pete, interpretato da Tawan Vihokratana "Tay".
- Chacha, interpretato da Pop Khamgasem.
- Thew, interpretato da Kunchanuj Kengkarnka "Kun".
- First, interpretato da Sivakorn Lertchuchot "Guy".

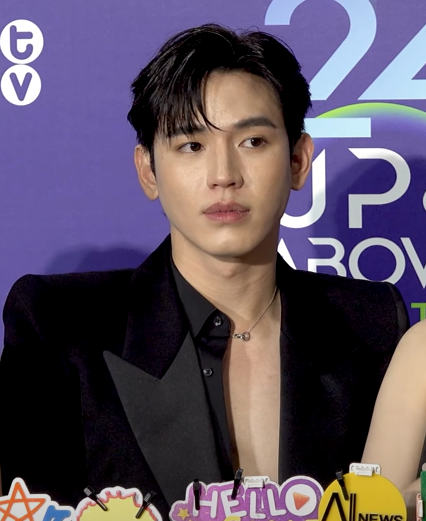
Thitipoom Techaapaikhun
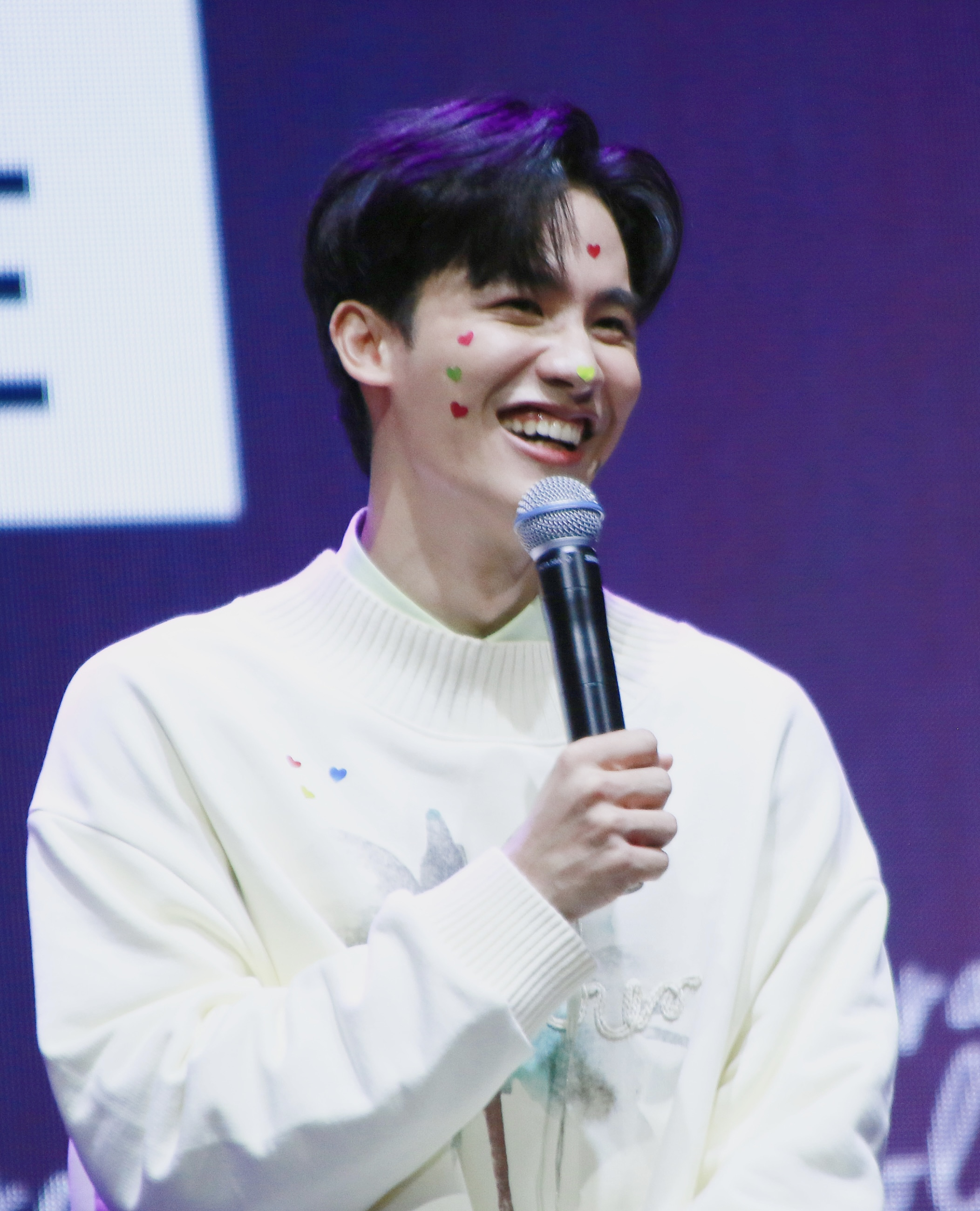
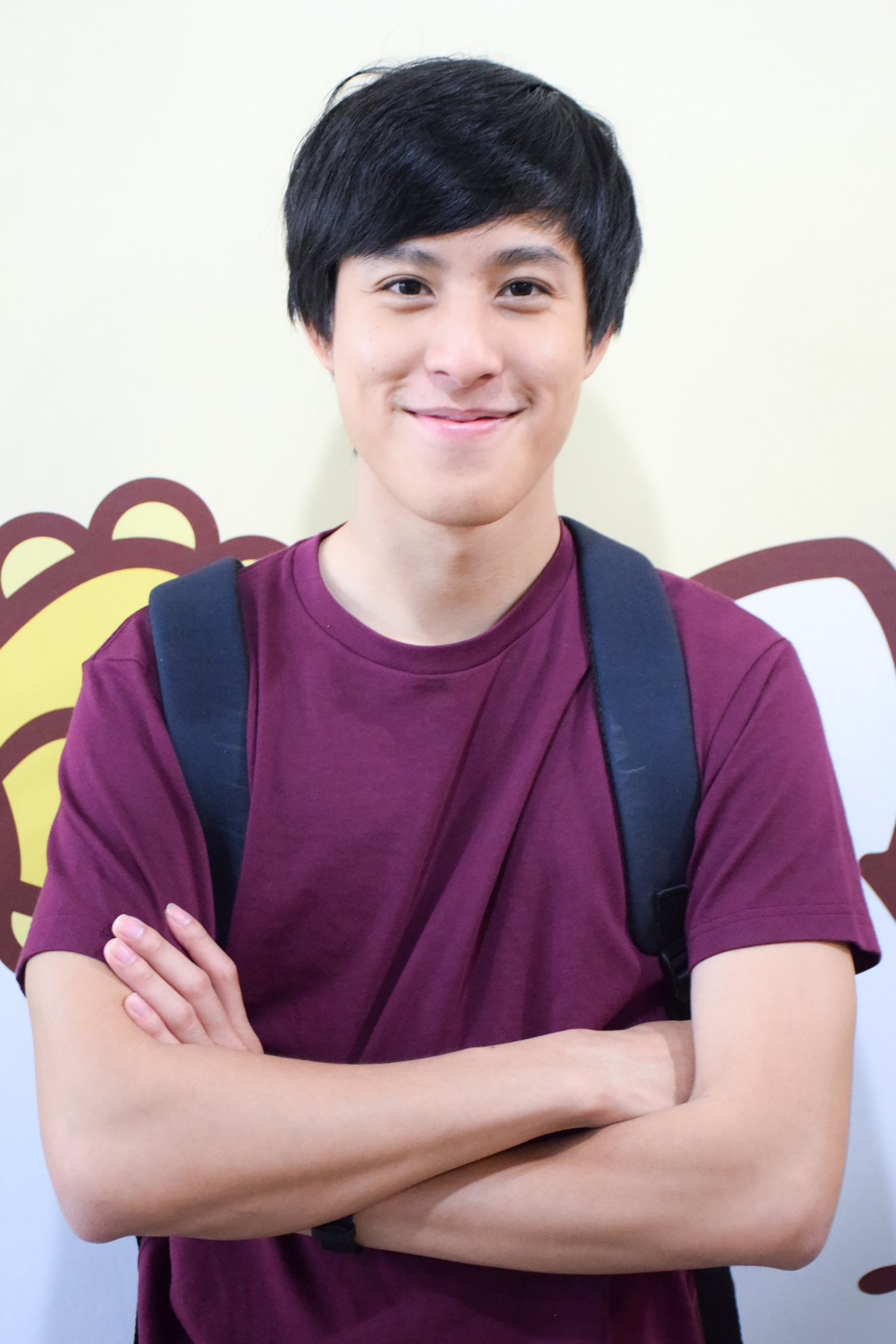
Kunchanuj Kengkarnka
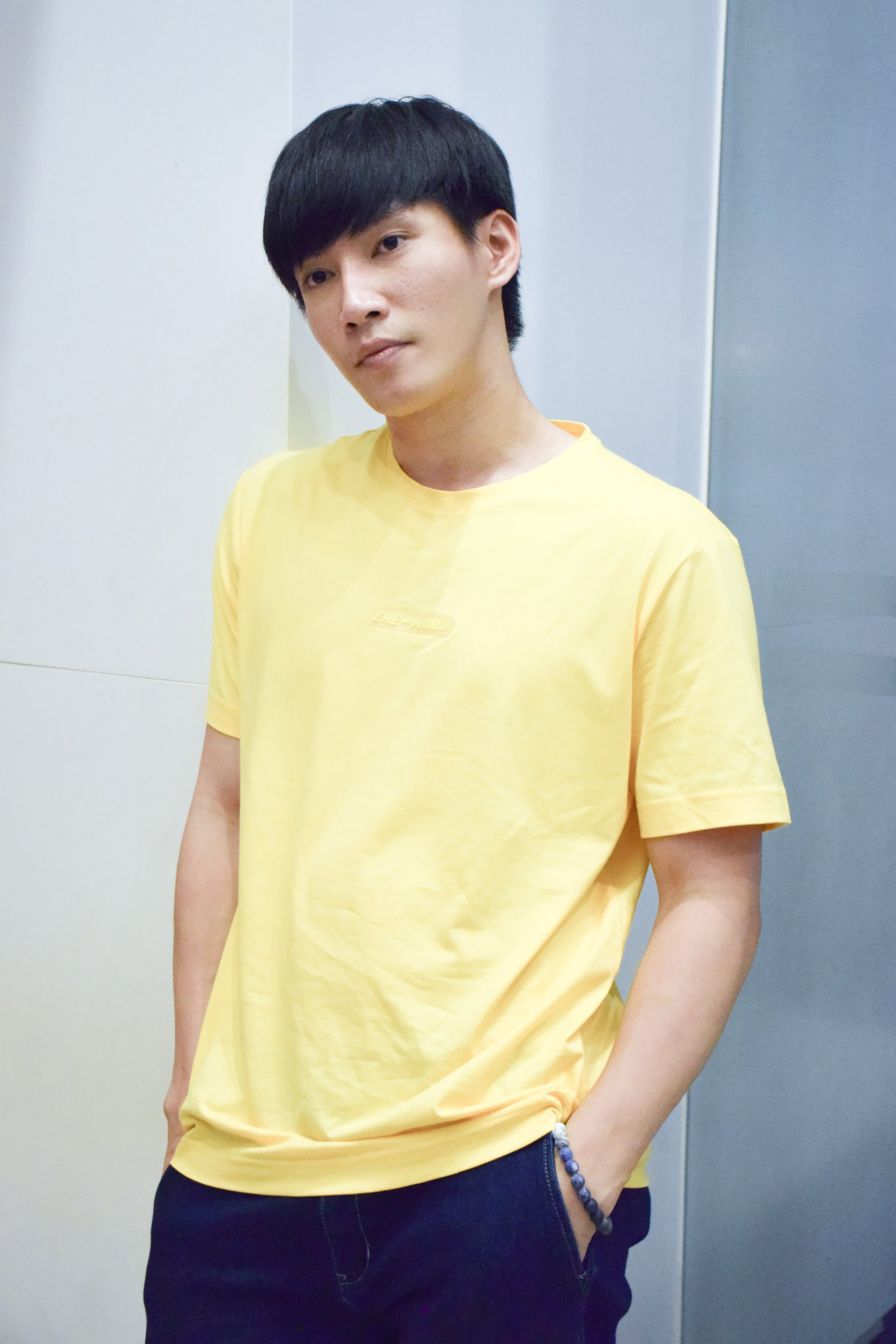
Sivakorn Lertchuchot

## Episodi
| Stagione       | Episodi | Prima TV |
| -------------- | ------- | -------- |
| Prima stagione | 17      | 2016     |